# Сельта Б
«Сельта B» (ісп. RC Celta de Vigo B) — іспанський футбольний клуб з міста Віго, провінції Понтеведра у автономному співтоваристві Галісія, резервна команда клубу «Сельта». Гостей приймає на арені «Барейрро», що вміщує 4 500 глядачів. У Ла Лізі і Сегунді команда ніколи не виступала, найкращим результатом є 3-тє місце у Сегунді Б в сезоні 2003/04.

## Колишні назви
- 1927—1936 — «Спортивний Клуб Туріста»
- 1936—1988 — «Клуб Туріста»
- 1988—1996 — «Сельта Туріста»
- 1996— «Сельта Віго Б»

## Історія
Команда заснована 1927 року під назвою «Спортивний Клуб Туріста». 1988 року стала фарм-клубом команди «Сельта» і змінила назву на «Сельта Туріста». В 1996 році для того, щоб відповідати новим правилам іспанської федерації футболу, клуб змінив своє ім'я на «Сельта Б».

## Досягнення
Переможець Терсери: 1957-58, 1999-00, 2000-01

## Відомі гравці
- Роберто Лаго
- Хорхе Отеро
- Борха Оубінья
- Міку
- Мічел Сальгадо
- Роберто
- Хоселу
- Даніел Фернандеш
- Едуардо Пучета